# Nagapattinam (district)
Nagapattinam is een district van de Indiase staat Tamil Nadu. In 2001 telde het district 1.487.055 inwoners op een oppervlakte van 2716 km². De hoofdplaats is de gelijknamige stad Nagapattinam.
Nagapattinam, gelegen aan de Golf van Bengalen, is sinds 1991 een zelfstandig district; voordien maakte het deel uit van het district Thanjavur. In 1997 kromp het grondgebied van Nagapattinam aanzienlijk, toen het westelijk gelegen Tiruvarur zich afsplitste. De noordelijk gelegen exclave Mayiladuthurai behoorde nog tot 2020 tot Nagapattinam, maar vormt sindsdien eveneens een eigen district. Mayiladuthurai en Nagapattinam worden van elkaar gescheiden door Karaikal, een district dat tot Puducherry behoort.

## Plaatsen in het district
- Kilvelur
- Nagapattinam
- Thalainayar
- Thittacheri
- Vedaranyam
- Velankanni

Hoofdstad: Chennai
Districten: Ariyalur · Chengalpattu · Chennai · Coimbatore · Cuddalore · Dharmapuri · Dindigul · Erode · Kallakurichi · Kanchipuram · Kanyakumari · Karur · Krishnagiri · Madurai · Mayiladuthurai · Nagapattinam · Namakkal · Nilgiris · Perambalur · Pudukkottai · Ramanathapuram · Ranipet · Salem · Sivaganga · Tenkasi · Thanjavur · Theni · Thoothukudi · Tiruchirappalli · Tirunelveli · Tirupattur · Tirupur · Tiruvallur · Tiruvannamalai · Tiruvarur · Vellore · Viluppuram · Virudhunagar